# ناثان كرولي
ناثان كرولي (بالإنجليزية: Nathan Crowley)‏ هو مصمم إنتاج بريطاني، ولد في 1966 في لندن في المملكة المتحدة.

## وصلات خارجية
- ناثان كرولي على موقع IMDb (الإنجليزية)
- ناثان كرولي على موقع قاعدة بيانات الفيلم (الإنجليزية)